# Kenneth Kaunda
Kenneth David Kaunda (Chinsali, Rhodèsia del Nord, 28 d'abril de 1924 - Lusaka, Zàmbia, 17 de juny de 2021), també anomenat KK, fou un polític zambià i el primer President de Zàmbia, del 1964 al 1991.
Era el petit dels vuit fills d'un missioner de l'Església d'Escòcia (presbiteriana) i mestre, i ell mateix va començar fent de mestre. Es va posar al front del moviment per la independència del país, fins que en va ser el primer president.
El 1968 va prohibir tots els partits polítics, llevat del seu. Va nacionalitzar les principals empreses de capital estranger. La crisi del petroli del 1973, amb la caiguda de les exportacions, va fer caure Zàmbia en una crisi econòmica, agreujada per la despesa que suposava el suport logístic de Kaunda als moviments nacionalistes de Rhodèsia, Àfrica del Sud-Oest, Angola i Moçambic. A més, el suport a aquests moviments negres va resultar molt gravós per a Zàmbia, pel fet que els règims blancs de tots aquests països eren els seus principals clients.
Kaunda va rebre pressions internacionals per canviar la seva política, de manera que el 1991 va convocar unes eleccions lliures que va guanyar el seu rival Frederick Chiluba. El 1999 li va ser retirada la nacionalitat zambiana, tot i que la va recuperar l'any següent.